# Trafikinspektör

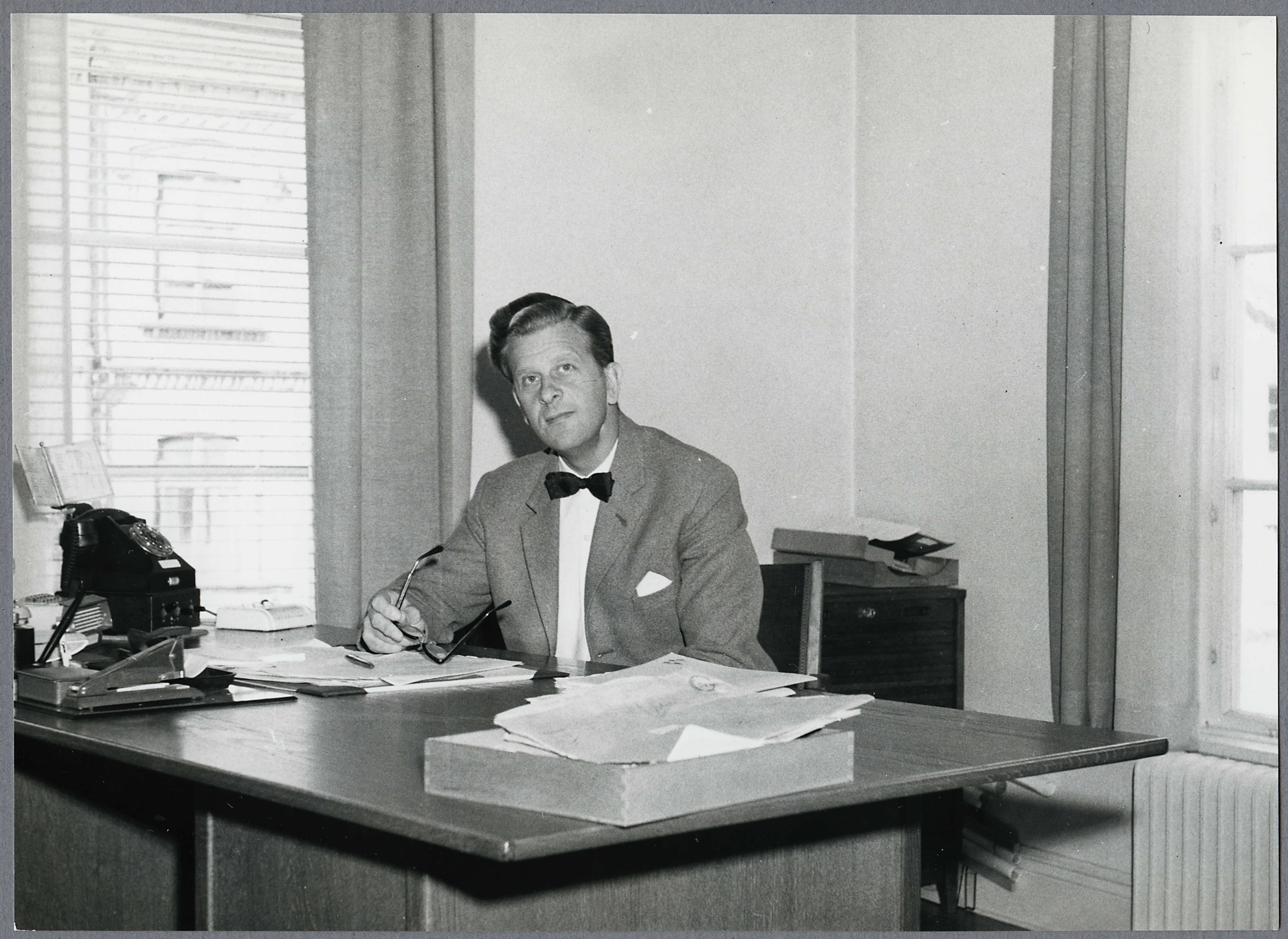
Trafikinspektör på sitt tjänsterum år 1960

Trafikinspektör var vid en järnväg förr, den tjänsteman, som inom en trafiksektion förde befälet över stationsföreståndare med dem underlydande personal samt över konduktörspersonalen på tågen och ordnade deras göromål. Han handlade och ansvarade för trafikavdelningens angelägenheter inom sin sektion såväl i dess förhållande till tågresenärerna som till högre myndigheter. Trafikinspektörens närmaste förman var vid Statens Järnvägar trafikdirektören.